# Trúng số
Trúng số é um filme de drama vietnamita de 2015 dirigido e escrito por Dustin Nguyen e Manh Tuan Nguyen. Foi selecionado como representante do Vietnã à edição do Oscar 2016, organizada pela Academia de Artes e Ciências Cinematográficas.

## Elenco
- Ninh Duong Lan Ngoc - Thom
- Dustin Nguyen - Tu Nghia
- Chi Tai - Tu Phi